# Мари-Шолнер (Сернурский район)
Мари-Шолнер (мар. Шолэҥер) — деревня в Сернурском районе Республики Марий Эл. Входит в состав Дубниковского сельского поселения.

## География
Находится в северо-восточной части республики Марий Эл на расстоянии приблизительно 6 км на север от районного центра посёлка Сернур.

## История
Возникла в конце XVIII века как починок. В починке Шолнер в 1782 году значилось 14, в 1795 году — 18 мужчин по национальности мари. В 1802 году здесь насчитывалось 18 душ, в 1836 году — 18 дворов с населением 50 человек. В 1884—1885 годах в деревне, состоявшей из 23 дворов, проживали 134 человека, в 1930 году 167 человек. С 1958 по 1966 годы насчитывалось 46 дворов с населением 248 человек. В 1975 году в 44 дворах числилось 233 жителя. В 1988 году в 48 домах проживали 170 человек, в 1996 году в 52 домах 195 человек. В 2003 году насчитывалось 49 хозяйств. В советское время работали колхозы «Оно саска», имени Будённого, «Коммунар», позже кооператив «Дубники».

## Население
Население составляло 173 человека (мари 96 %) в 2002 году, 167 в 2010.